# Andrés Vásquez (matador)
Pour les articles homonymes, voir Andrés Vásquez et Vásquez (homonymie).
Andrés Mazariego Vásquez dit « Andrés Vásquez », né le 25 juillet 1932 à Villalpando (Espagne, province de Zamora) et mort le 17 juin 2022 à Benavente, est un ancien matador espagnol.